# Dipturus springeri
Dipturus springeri  (лат.) — вид хрящевых рыб семейства ромбовых скатов отряда скатообразных. Обитают в юго-восточной части Атлантического и западной части Индийского океана. Встречаются на глубине до 740 м. Их крупные, уплощённые грудные плавники образуют диск в виде ромба со удлинённым и заострённым рылом. Максимальная зарегистрированная длина 160 см.

## Таксономия
Впервые вид был научно описан в 1967 году как Raja springeri. Голотип представляет собой молодого самца длиной 62 см, с диском шириной 49,8 см, массой 1,13 кг, пойманного в 30 милях от Дурбана (30°07′ ю. ш. 31°14′ в. д.), ЮАР, на глубине 550 м. Паратип:  самка длиной 83,2 см, массой 2,5 кг, пойманная в водах ЮАР на глубине 740 м. Вид назван в честь Стюарта Спрингера (1906—1991), научного руководителя 8 рейса международной исследовательской экспедиции в Индийском океане Архивная копия от 30 июля 2016 на Wayback Machine, в ходе которого был собран материал для исследований. 

## Ареал
Эти батидемерсальные скаты обитают у берегов Кении, Мадагаскара, Мозамбика, Намибии и ЮАР. Встречаются на внешнем крае континентального шельфа и в верхней части материкового склона на глубине от 88 до 740 м, в основном между 400 и 500 м.

## Описание
Широкие и плоские грудные плавники этих скатов образуют ромбический диск с треугольным удлинённым  рылом и заотрёнными краями. На вентральной стороне диска расположены 5 жаберных щелей, ноздри и рот. На длинном хвосте имеются латеральные складки. У этих скатов 2 редуцированных спинных плавника и редуцированный хвостовой плавник. Дорсальная поверхность диска покрыта мелкими шипиками и окрашена в ровный тёмно-серый цвет. Область чувствительных пор на вентральной стороне чёрная. Максимальная зарегистрированная длина 160 см.

## Биология
Подобно прочим ромбовым эти скаты откладывают яйца, заключённые в жёсткую роговую капсулу с выступами на концах. Эмбрионы питаются исключительно желтком. Рацион состоит в основном из костистых рыб, крабов и кальмаров.

## Взаимодействие с человеком
Не являются объектом коммерческого промысла. Попадаются в качестве прилова. Низкая плодовитость, позднее созревание и медленный рост делают этих скатов уязвимыми. Данных для оценки Международным союзом охраны природы охранного статуса вида недостаточно.